# Pharaphodius discolor
Pharaphodius discolor es una especie de escarabajo del género Pharaphodius, tribu Aphodiini. Fue descrita científicamente por Erichson en 1859.
Se distribuye por Senegal, en la ciudad de M'Bour. Mide aproximadamente 5,8 milímetros de longitud.